# ميكروماني (ميسينيا)
ميكروماني (Μικρομάνη) Mikromani  هي قرية تابعة للوحدة الإقليمية ميسينيا، يبلغ عدد سكانها 452 نسمة (إحصاء 2011) وتنتمي إداريًا في الوحدة البلدية ثوريا التابعة لبلدية كالاماتا. تقع على ارتفاع 23 متر، بالقرب من مطار كالاماتا وتنتمي إلى منطقة بيلوبونيز.

## التاريخ
خلال القرن الخامس عشر كانت تسمى ماني، ولكن دون وجود أي اتصال إقليمي مع ماني الغربية في ميسينيا. يحتمل أن سكانها الأوائل كانوا من السكان البيزنطيين في دولة ميسترا ورعايا آخر الباليولوجيين. خلال فترة الحكم العثماني الثاني في البيلوبونيز (1715-1821)، أسس الأتراك مقاطعة كيوتزيوكماني (ميكرومانيس) لتمييزها عن ميغالي ماني في زيغو أو بينتاداكتيلوس (تايغويتوس). وظلت كذلك بعد التحرير حتى عام 1835.

## معلومات
تقع ميكروماني على بعد 10 كم من كالاماتا وكيلومتر واحد من ثوريا. تربتها خصبة جدا بفضل بالأنهار والقنوات. وتنتج عدة محاصيل، ولكنها معروفة بشكل خاص بالخرشوف البري، وهو المصدر الرئيسي لدخل سكانها.
يقام مهرجان الخرشوف كل شهر يوليو منذ عام 1987 في الساحة المركزية لميكروماني، الذي يجذب آلاف الزوار . وتعرض للزوار أطباق الخرشوف.
يوجد في ميكروماني دير صعود والدة الإله الأقدس، وهو جزء من دير لافرا الكبير في جبل آثوس، وتم بناؤه حوالي عام 1700 م.

## التغييرات الإدارية
تم ضم مستوطنة ميكروماني لبلدية ثوريا عام 1835. تم تعيين مقر كومونة ميكروماني في عام 1912. ضُمت إلى بلدية ثوريا عام 1997، وتم ضمها إلى بلدية كالاماتا في عام 2010.